# Svanetia
Svanetia (en georgiano: სვანეთი, Svaneti; en esvano: შვან, švan ) es una región histórica de Georgia localizada en el noroeste del país. Está habitada por los svan, un subgrupo étnico de los georgianos. Svanetia se considera tradicionalmente dividida en la Baja Svanetia y en la Alta Svanetia, esta última declarada en 1996 Patrimonio de la Humanidad por la Unesco, porque «posee un paisaje de montaña excepcional y numerosas aldeas características de la Edad Media con casas fuertes provistas de torres».
Administrativamente, Svanetia pertenece a las regiones administrativas de Racha-Lechjumi y Kvemo Svaneti (Baja Svanetia) y de Samegrelo-Zemo Svaneti (Alta Svanetia). 

## Geografía

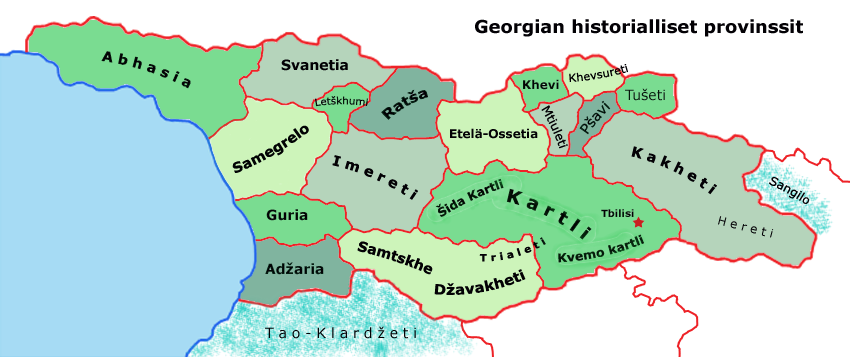
Mapa de las regiones históricas de Georgia

El paisaje de Svanetia está dominado por montañas de entre 3000 y 5000 metros de altitud. Cuatro de los picos más altos de las montañas del Cáucaso se encuentran en la región. De hecho el pico más alto de Georgia, el monte Shjara (5193 m), se encuentra en esta región. El territorio de Svanetia se encuentra actualmente dividido entre las regiones de Racha-Lechjumi y Kvemo Svaneti (Baja Svanetia) y Samegrelo-Zemo Svaneti (Alta Svanetia).

## Historia
La región estaba poblada por la tribu georgiana de los esvanos. A finales del siglo XII pertenecía a la familia de los Dadiani, un miembro de la cual, Vardan II Dadiani, fue nombrado en 1184 eristhavi hereditario en pago de sus servicios militares. Los Dadiani se supone que eran de esta región y probablemente tenían posesiones señoriales en Svanetia desde bastante antes.

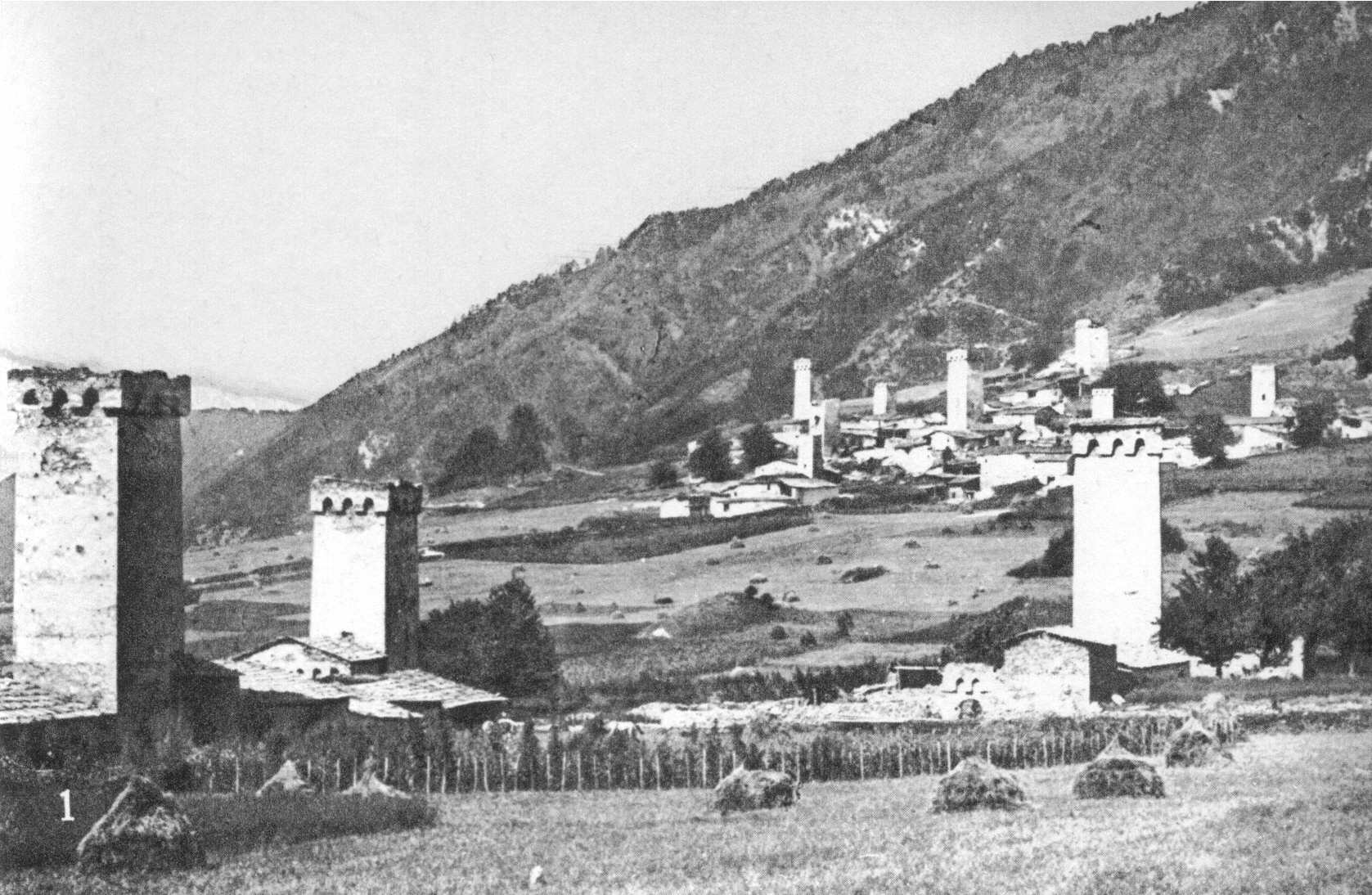
Fotografía de Mestia en 1890.

Probablemente la región siguió en manos de los Dadiani pero el centro del poder se trasladó a Mingrelia. Un descendiente de Vardan II, Tsotne Dadiani, murió cerca del 1300 y dejó Svanetia a su hijo Ianni Dadiani, al tiempo que otro hijo llamado Giorgi I Dadiani recibía la Mingrèlia. Giorgi recuperó Svanetia después (hacia el 1345) por decisión de Jorge V de Georgia el brillante. A la muerte de Giorgi II en 1384 sus dominios se repartieron: Guria y Svanetia fueron para Kakhaber Dadian-Gurieli (que ya las gobernaba desde el 1372 por designación de su padre), y Mingrèlia fue para Vamek Dadiani.
Seguramente perteneció a Guri un tiempo, pero después del 1314 Liparit I Dadiani de Mingrèlia con el apoyo del rey Alejandro I de Georgia, volvió a dominar Svanetia. Probablemente siguió en manos de los Dadiani porque consta que pertenecía a Samsan ed-Daula Dadiani (1470-1474) y a Liparit II Dadiani (1482 a 1512). Vamek III Dadiani murió en combate contra los esvanos de Svanetia en 1661. Parece pues que a partir de esta época o poco después una nueva dinastía llega al poder.
Las primeras noticias de un príncipe aparecen hacia el 1750 con Otari Dadeshkeliani el Grande. Este príncipe o eristhavi fue el padre de Baba Tsiokh Bey, a su vez padre de Mikel Dadeshkeliani (Tartar Khan) que más tarde fue regente de su primo el príncipe Constantino Dadeshkeliani (1842-46) y fue uno de los firmantes del Tratado de protectorado con Rusia el 26 de noviembre de 1833 (Mikel murió en 1850).
A Otari le sucedió hacia el 1780 el hijo mayor de Mistost Dadeshkeliani (Tengo Bey) que murió en 1800 teniendo por sucesor a su hijo Nicolás Dadeshkeliani (Tsiokh Bey) bajo cuyo gobierno se firmó el tratado de protectorado con Rusia (26 de noviembre de 1833) y que murió en septiembre de 1841, teniendo como sucesor a su hijo Constantino Dadeshkeliani, nacido en 1827, bajo la regencia de su primo antes mencionado Mikel Dadeshkeliani, hasta que llegó a la mayoría de edad en 1846. En 1857 se sublevó contra Rusia y fue depuesto y el país anexionado el 11 de septiembre de 1857. El 5 de noviembre de 1858 Constantino fue ejecutado por los rusos.
Esta región fue visitada por el escritor inglés Clive Phillipps-Wolley que describió el país y sus habitantes en su libro Savage Svaneti que publicó en 1883.

## Población

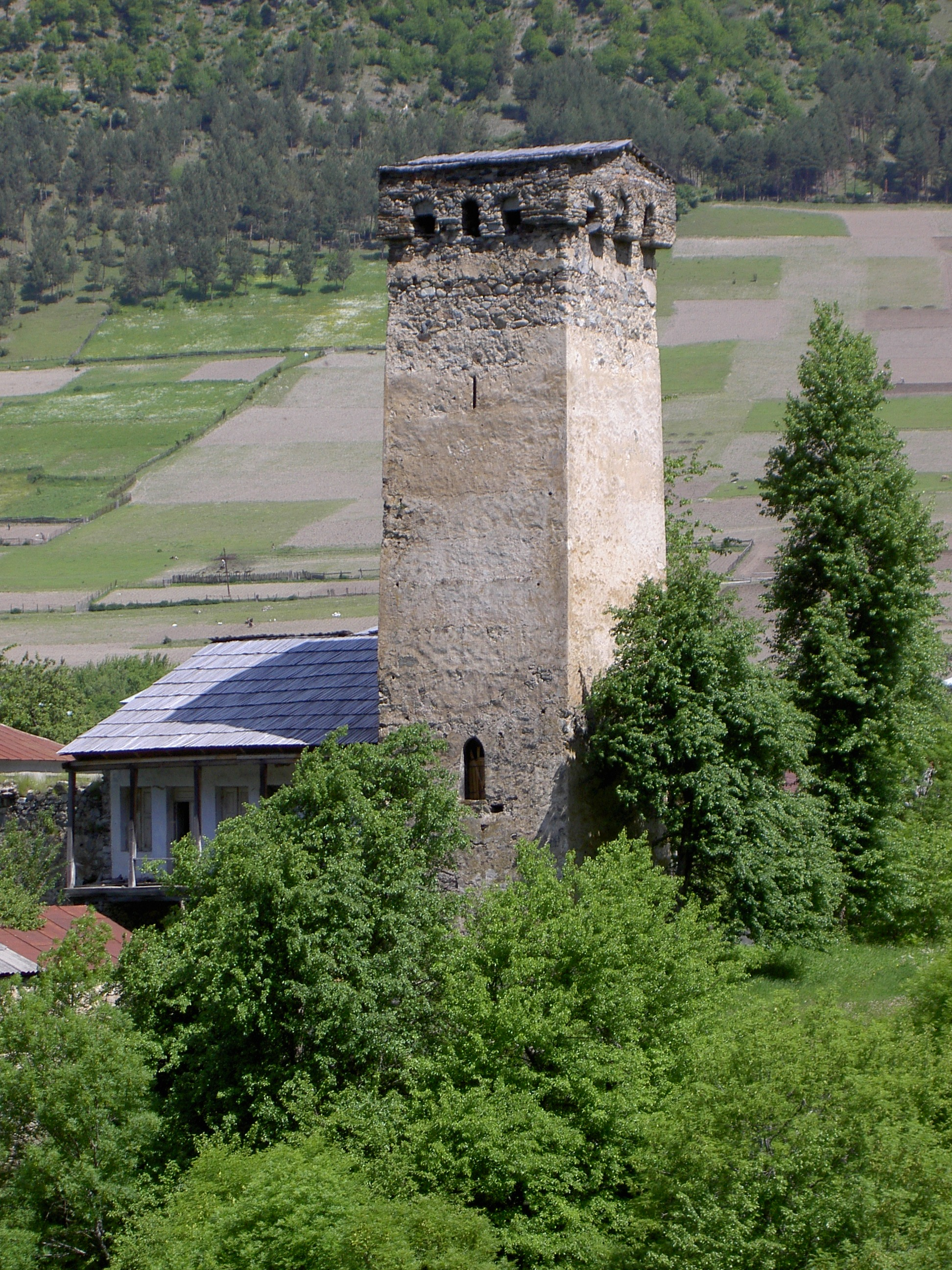
Típica torre Svan (murkvam) de Svanetia.

Los svanes, la población nativa de Svanetia, son un subgrupo étnico de los georgianos. Ellos pertenecen a la Iglesia Ortodoxa y Apostólica Georgiana.
Ellos son bilingües, hablan el georgiano y el svan que, junto con el laz, el mingreliano y el georgiano constituyen la familia de las lenguas caucásicas meridionales.

## Turismo
Svanetia es conocida por sus tesoros arquitectónicos y sus pintorescos paisajes. Las famosas torres de Svanetia (murkvam), construidas entre los siglos IX y XII para la defensa de las familias, son los mayores atractivos turísticos de la región. En 1996 la región de Alta Svanetia fue declarada Patrimonio de la Humanidad por la Unesco.